# Assemblea nazionale (Thailandia)
L'Assemblea nazionale (in thailandese รัฐสภา, Ratthasapha) costituisce il parlamento bicamerale del Regno di Thailandia.

## Storia

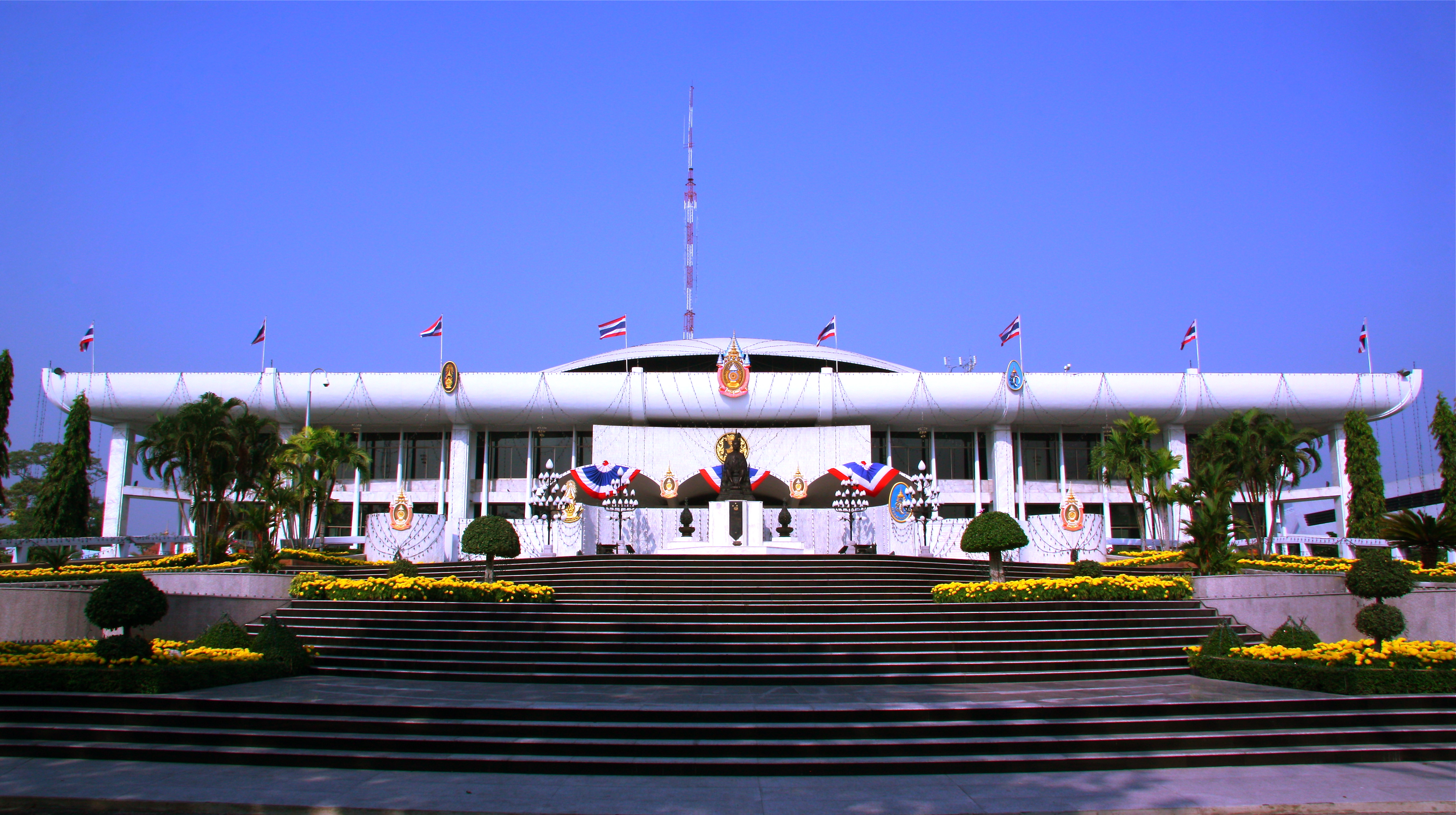
Ex-sede del parlamento

L'organo fu istituito nel 1932 dopo l'adozione della prima Costituzione della Thailandia, che trasformò la nazione da monarchia assoluta a monarchia costituzionale, dotandola di un proprio parlamento sede del potere legislativo. Essa si alternò spesso a vari colpi di stato e periodi di instabilità, ma ebbe comunque modo di stabilire un sistema democratico e parlamentare.
Durante crisi politica del 2013, tuttavia, la Camera dei rappresentanti fu sciolta dal Primo ministro Yingluck Shinawatra, che indisse nuove elezioni il 2 febbraio 2014, poi annullate dalla Corte costituzionale. Dopo il colpo di Stato del 2014, l'organo è stato sostituito pienamente dall'Assemblea legislativa nazionale, unicamerale ed appoggiata dai militari, secondo la costituzione del 2014. 
Dopo la promulgazione della costituzione del 2017, nell'aprile dello stesso anno, l'Assemblea nazionale fu restaurata, ma la costituzione consentì all'Assemblea legislativa nazionale militare di rimanere attiva fino alla formazione pratica del parlamento (avvenuta nel 2019).